# Michael Clarke Duncan
 (mai 2025).
 (mai 2025).
La mise en forme du texte ne suit pas les recommandations de Wikipédia : il faut le « wikifier ».
Les points d'amélioration suivants sont les cas les plus fréquents. Le détail des points à revoir est peut-être précisé sur la page de discussion.
- Les titres sont pré-formatés par le logiciel. Ils ne sont ni en capitales, ni en gras.
- Le texte ne doit pas être écrit en capitales (les noms de famille non plus), ni en gras, ni en italique, ni en « petit »…
- Le gras n'est utilisé que pour surligner le titre de l'article dans l'introduction, une seule fois.
- L'italique est rarement utilisé : mots en langue étrangère, titres d'œuvres, noms de bateaux, etc.
- Les citations ne sont pas en italique mais en corps de texte normal. Elles sont entourées par des guillemets français : « et ».
- Les listes à puces sont à éviter, des paragraphes rédigés étant largement préférés. Les tableaux sont à réserver à la présentation de données structurées (résultats, etc.).
- Les appels de note de bas de page (petits chiffres en exposant, introduits par l'outil «  Source ») sont à placer entre la fin de phrase et le point final[comme ça].
- Les liens internes (vers d'autres articles de Wikipédia) sont à choisir avec parcimonie. Créez des liens vers des articles approfondissant le sujet. Les termes génériques sans rapport avec le sujet sont à éviter, ainsi que les répétitions de liens vers un même terme.
- Les liens externes sont à placer uniquement dans une section « Liens externes », à la fin de l'article. Ces liens sont à choisir avec parcimonie suivant les règles définies. Si un lien sert de source à l'article, son insertion dans le texte est à faire par les notes de bas de page.
- La présentation des références doit suivre les conventions bibliographiques. Il est recommandé d'utiliser les modèles {{Ouvrage}}, {{Chapitre}}, {{Article}}, {{Lien web}} et/ou {{Bibliographie}}. Le mode d'édition visuel peut mettre en forme automatiquement les références.
- Insérer une infobox (cadre d'informations à droite) n'est pas obligatoire pour parachever la mise en page.

Pour une aide détaillée, merci de consulter Aide:Wikification.
Si vous pensez que ces points ont été résolus, vous pouvez retirer ce bandeau et améliorer la mise en forme d'un autre article.
Pour les articles homonymes, voir Duncan et Big Mike (homonymie).
Michael Clarke Duncan, parfois crédité sous le nom de Michael « Big Mike » Duncan, est un acteur américain, né le 10 décembre 1957 à Chicago et mort le 3 septembre 2012 à Los Angeles.

## Biographie

### Jeunesse et parcours
Michael Clarke Duncan vit une enfance difficile dans un quartier défavorisé de Chicago. Il veut faire carrière dans le football américain, mais sa mère Jean Duncan, qui l'élève seule, lui interdit de fréquenter les stades, qu'elle juge trop dangereux.
Après ses études au Kankakee Community College, iI poursuit un cursus dans les télécommunications à l'université d'État Alcorn du Mississippi. Il doit arrêter pour faire vivre sa famille et s'occuper de sa mère, tombée malade. Il s'engage dans une compagnie de gaz, la Peoples Energy (en), dans sa ville natale. Sa carrure lui permet de faire en même temps de petits boulots, comme videur de boîte de nuit dans des clubs de Chicago.

### Carrière
Au milieu des années 1980, Michael Clarke Duncan rencontre un producteur de théâtre qui l'engage en tant qu'agent de sécurité dans la tournée de la pièce Beauty Shop, Part 2.
Il part pour Hollywood, signe avec une petite agence et tourne dans des spots publicitaires. Son physique et sa stature (1,96 m pour 142 kilos) lui valent d'être recruté sur les plateaux des grands studios. 
Entre-temps, il travaille comme garde du corps pour Will Smith, Martin Lawrence, Jamie Foxx, LL Cool J et The Notorious B.I.G.
En 1997, Notorious B.I.G. est assassiné. Duncan quitte le métier. En 1998, il est aux côtés de Bruce Willis et Ben Affleck dans Armageddon. Il retrouvera Bruce Willis dans la comédie Mon voisin le tueur.
En 1999, son rôle dans La Ligne verte est loué par la critique, et lui vaut deux nominations, à l'Oscar du second rôle et aux Golden Globes. Il enchaîne les blockbusters : La Planète des singes, Le Roi Scorpion, Daredevil où il retrouve Ben Affleck, The Island, Sin City, Street Fighter et Green Lantern. Il prête sa voix dans les films : Frère des ours et Kung Fu Panda.

### Engagements
Il s'investit auprès de la People for the Ethical Treatment of Animals (PETA) et de la Safety Harbor Kids.

### Mort
Le 13 juillet 2012, il a une crise cardiaque et est hospitalisé au centre médical Cedars-Sinai de Los Angeles. Sa compagne, la révérende Omarosa Manigault, lui fait une réanimation cardiopulmonaire après avoir contacté les secours.
Il meurt le 3 septembre 2012, à l'âge de 54 ans, des suites de cette crise cardiaque.
Il est enterré le 10 septembre 2012 au Forest Lawn Memorial Park de Los Angeles.

## Filmographie

### Cinéma

#### Longs métrages
- 1995 : Friday de F. Gary Gray : un joueur de craps
- 1997 : Retour en force (Back in Business) de Philippe Mora : l'énorme garde
- 1998 : Bulworth de Warren Beatty : un videur
- 1998 : Armageddon de Michael Bay : Jayotis 'l'Ours' Kurleenbear
- 1998 : Une nuit au Roxbury (A Night at the Roxbury) de John Fortenberry : videur du Roxbury
- 1998 : Caught Up (en) de Darin Scott : BB
- 1998 : The Players Club d'Ice Cube : un garde du corps
- 1999 : Breakfast of Champions de Alan Rudolph : Eli
- 1999 : The Underground Comedy Movie de Vince Offer : le gay vierge
- 1999 : La Ligne verte (The Green Mile) de Frank Darabont : John Coffey
- 2000 : Mon voisin le tueur (The Whole Nine Yards) de Jonathan Lynn : Franklin 'Frankie Figs' Figueroa
- 2001 : Spot (See Spot Run) de John Whitesell : Murdoch
- 2001 : La Planète des singes (Planet of the Apes) de Tim Burton : Attar
- 2001 : Comme chiens et chats (Cats and Dogs) de Lawrence Guterman : Sam (voix)
- 2002 : Le Roi Scorpion (The Scorpion King) de Chuck Russell : Balthazar
- 2003 : Daredevil de Mark Steven Johnson : Wilson Fisk / Le Caïd
- 2003 : George de la jungle 2 (George of the Jungle 2) de David Grossman : le lion vicieux (voix)
- 2004 : D.E.B.S. d'Angela Robinson : M. Phipps
- 2004 : Georges et le Dragon (George and the Dragon) de Tom Reeve : Tarik
- 2004 : Pursued de Kristoffer Tabori : Franklin
- 2005 : American Crude (de) de Craig Sheffer : Spinks
- 2005 : Sin City de Robert Rodriguez, Frank Miller et Quentin Tarantino : Manute
- 2005 : The Golden Blaze de Bryon E. Carson : Thomas Tatum / Quake
- 2005 : The Island de Michael Bay : Starkweather
- 2005 : Zig Zag, l'étalon zébré : Clydesdale (voix)
- 2006 : Ricky Bobby : Roi du circuit (Talladega Nights : The Ballad of Ricky Bobby) d'Adam McKay : Lucius Washington
- 2006 : L'École des dragueurs (School for Scoundrels) de Todd Phillips : Lesher
- 2006 : One Way (en) de Reto Salimbeni : le général
- 2006 : Cinq toutous prêts à tout de Robert Vince : le Loup (voix)
- 2007 : Slipstream d'Anthony Hopkins : Phil Henderson
- 2007 : Mimzy, le messager du futur (The Last Mimzy) de Robert Shaye : Nathanial Broadman
- 2008 : Le Retour de Roscoe Jenkins (Welcome Home, Roscoe Jenkins) de Malcolm D. Lee : Otis Jenkins
- 2008 : American Crude de Craig Sheffer : Spinks
- 2009 : Street Fighter: Legend of Chun-Li (Street Fighter : The Legend of Chun-Li) d'Andrzej Bartkowiak : Balrog
- 2009 : The Slammin' Salmon de Kevin Heffernan : Cleon Salmon
- 2010 : Comme chiens et chats : La Revanche de Kitty Galore : Sam (voix)
- 2011 : Redemption Road (en) de Mario Van Peebles : Augy
- 2011 : Cross de Patrick Durham : Erlik
- 2011 : Green Lantern de Martin Campbell : Kilowog (voix)
- 2012 : From the Rough de Pierre Bagley : Roger
- 2012 : In the Hive (en) de Robert Townsend : M. Hollis
- 2013 : La Résurrection (A Resurrection) de Matt Orlando : Addison
- 2015 : The Challenger (en) de Kent Moran : Duane

#### Longs métrages d'animation
- 2003 : Frère des ours (Brother Bear) de Aaron Blaise et Robert Walker : Tug
- 2004 : Le Petit Dinosaure : L'Invasion des Minisaurus (The Land Before Thine IX: Invasion of the Tintsauruses) : Bid Daddy
- 2005 : The Golden Blaze : Thomas Tatum
- 2005 : Dinotopia - À la recherche de la roche solaire (Dinotopia Quest for the Ruby Sunstone) : Stinktooth et Stork
- 2006 : Frère des ours 2 : Tug
- 2008 : Kung Fu Panda : le commandant Vachir, de la prison haute sécurité
- 2008 : Delgo : Elder Marley

### Télévision

#### Téléfilms
- 2004 : Crash Nebula de Steve Marmel : Rockwell
- 2011 : Un admirateur secret (A Crush on You) : Big Jim Nelson

#### Séries télévisées
- 1995 : Le Rebelle (Renegade) : Shaka (saison 3, épisode 18)
- 1995 : Le Prince de Bel-Air (The Fresh Prince of Bel-Air) : Tiny (saison 6, épisode 4)
- 1995 : Mariés, deux enfants (Married with Children) : un videur (saison 10, épisode 7)
- 1996 : Skwids : Body Builder
- 1996 : Code Lisa (Weird Science) : Cardinal Carnage (saison 4, épisode 2)
- 1997 : The Jamie Foxx Show : le prisonnier (saison 1, épisode 15)
- 1997 : Sparks : Franck (saison 1, épisode 17)
- 1997 : Les Frères Wayans (The Wayans Bros.) : Big Mike (saison 3, épisode 18)
- 1997 : Living Single : un garde de sécurité (saison 3, épisode 5)
- 1997 : Built to Last (saison 1, épisode 3)
- 1998 : Arliss (Arli$$) : Lucian Balboa (saison 3, épisode 3)
- 1999 : Sister, Sister : Big Earl (saison 6, épisode 19)
- 2001 : They Call Me Sirr de Robert Munic : Coach Griffin
- 2002 : King of the Hill (Québec : Henri pis sa gang) : Coach Webb (saison 7, épisode 6)
- 2005 : George Lopez : Docteur Holland (saison 4, épisode 13)
- 2005 : Les Experts : Manhattan (CSI: NY) : Quinn Sullivan (saison 1, épisode 22 réalisé par Emilio Estévez)
- 2005 : Jimmy Neutron (The Adventures of Jimmy Neutron: Boy Genius) : Voix du commandant Baker (saison 3, épisode 17)
- 2008-2009 : Mon oncle Charlie : Jerome Burnett (saison 6, épisodes 9 et 19)
- 2009 : Chuck : M. Colt (saison 2, épisode 1)
- 2011 : Bones : Léo Knox (saison 6, épisode 19 : The Finder)
- 2012 : The Finder : Léo Knox (13 épisodes)

#### Série d'animation
- 2003 : Cool Attitude (The Proud Family) : Mongo (saison 3, épisode 6)
- 2003 : Jimmy Neutron (The Adventures of Jimmy Neutron: Boy Genius) : Commandant Backer (saison 2, épisode 5 et saison 3 épisode 15)
- 2003 : Kim Possible : La Clé du temps (Kim Possible: A Sitch in Time) : de Wade du futur
- 2004 : Static Choc (Static Shock): Rashid the Rocket Randall (saison 4, épisode 10)
- 2005 : Teen Titans: Krall/Hayden (saison 4, épisode 4)
- 2005-2007 : Les Loonatics (Loonatics Unleashed) : Massive (4 épisodes)

## Ludographie
- 2006 : Saints Row : Benjamin King, le chef de gang des Vice Kings
- 2007 : God of War II : le Titan Atlas
- 2005 : The Suffering : Les liens qui nous unissent : Blackmore
- 2013 : Saints Row IV : Chanson cachée dans les crédits de fin

## Postérité
L'auteur Alastair McBride, grand admirateur de l'acteur, a baptisé l'un de ses héros de roman du nom de John Coffey, en hommage à son personnage de La Ligne verte. Notamment dans Le Cheval et l'esclave , publié chez Librinova en 2021. Un roman qui raconte l'odyssée d'un esclave noir, cherchant à fuir la servitude, accompagné d'un cheval nommé Ulysse, une dizaine d'années avant la guerre de Sécession.

## Attraction
- 2002-2019 : Armageddon : Les Effets Spéciaux, une attraction du parc Walt Disney Studios de Disneyland Paris, de Walt Disney Imagineering : Jayotis 'Bear' Kurleenbear

## Distinctions

### Récompenses
- Saturn Awards 2000 : meilleur acteur dans un second rôle pour La Ligne verte
- Black Reel Awards 2000 : meilleur acteur dans un second rôle pour La Ligne verte
- Critics' Choice Movie Awards 2000 : Meilleur acteur dans un second rôle pour La Ligne verte

### Nominations
- Oscars 2000 : meilleur acteur dans un second rôle pour La Ligne verte
- Golden Globes 2000 : meilleur acteur dans un second rôle pour La Ligne verte
- Screen Actors Guild Awards 2000 : Meilleur acteur dans un second rôle pour La Ligne verte

## Voix francophones
En version française, Michael Clarke Duncan est majoritairement doublé par Saïd Amadis, dans Armageddon, Mon voisin le tueur, La Planète des singes, Le Roi Scorpion, Daredevil, The Island, Chuck, Bones et The Finder.
Il est doublé par Peter King dans La Ligne verte et Sin City, ainsi que par Benoît Allemane dans Spot, Gilles Morvan, dans Le Retour de Roscoe Jenkins, et par Thierry Buisson dans Mon oncle Charlie.